# Narona

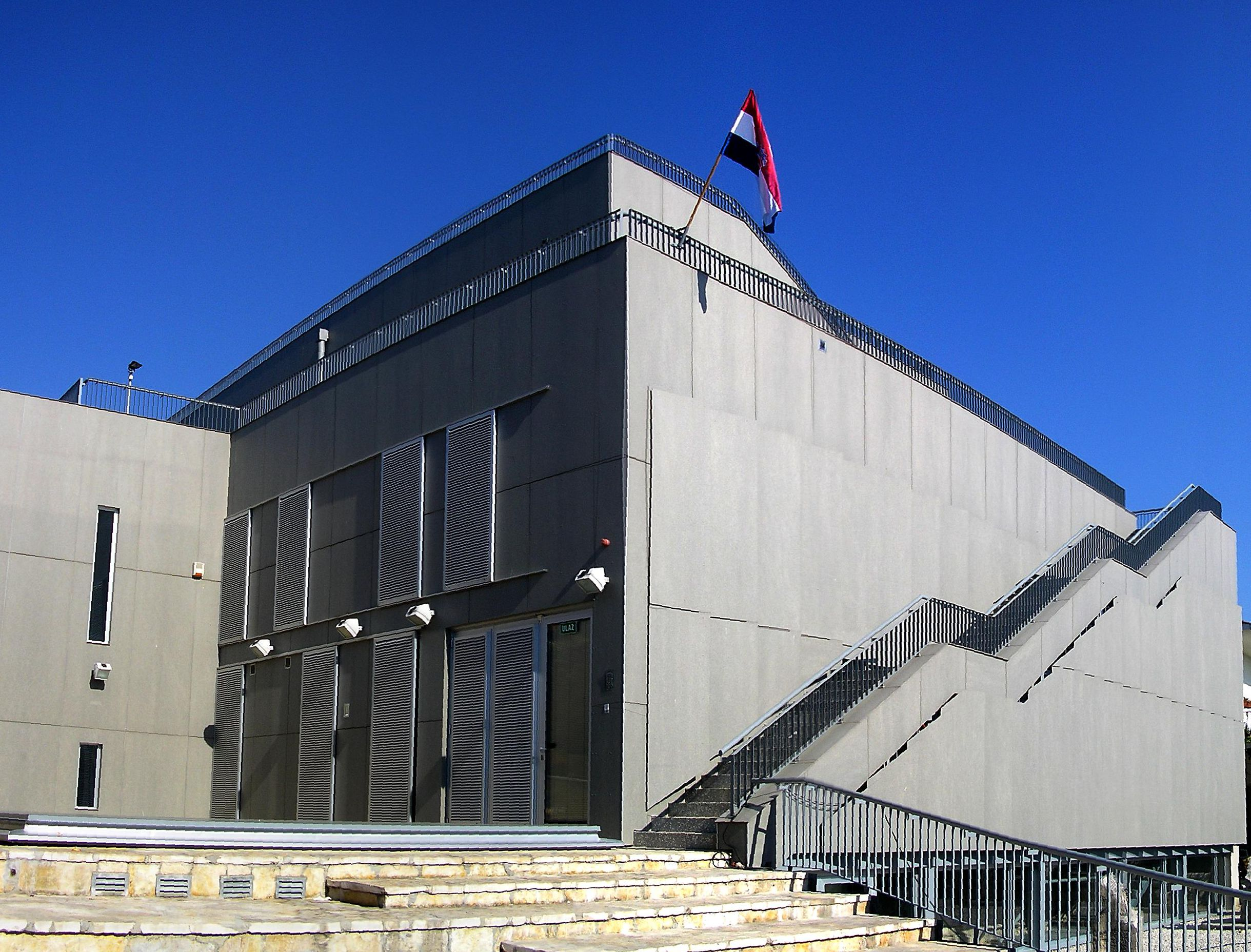
Museo Arqueológico de Narona

Narona fue una ciudad de la Antigua Roma que se encontraba en el valle de Neretva en la actual Croacia. Formaba parte de la provincia romana de Dalmatia. La ciudad fue fundada tras las Guerras Ilíricas y fue ubicada en una llanura aluvial, entre la actual ciudad de Metković y el pueblo de Vid. Se fundó como un emporium helenístico entre los siglos III y II a. C., siendo mencionada por primera vez en el capítulo 24 del Periplo de Pseudo-Escílax. Narona se convirtió en la mayor fortaleza romana del siglo I a. C. En el siglo VI, pasó a ser dominio del Imperio Bizantino. El asentamiento desapareció en el siglo VII debido a las rivalidades con las tribus eslavas de la región.

## Referencias

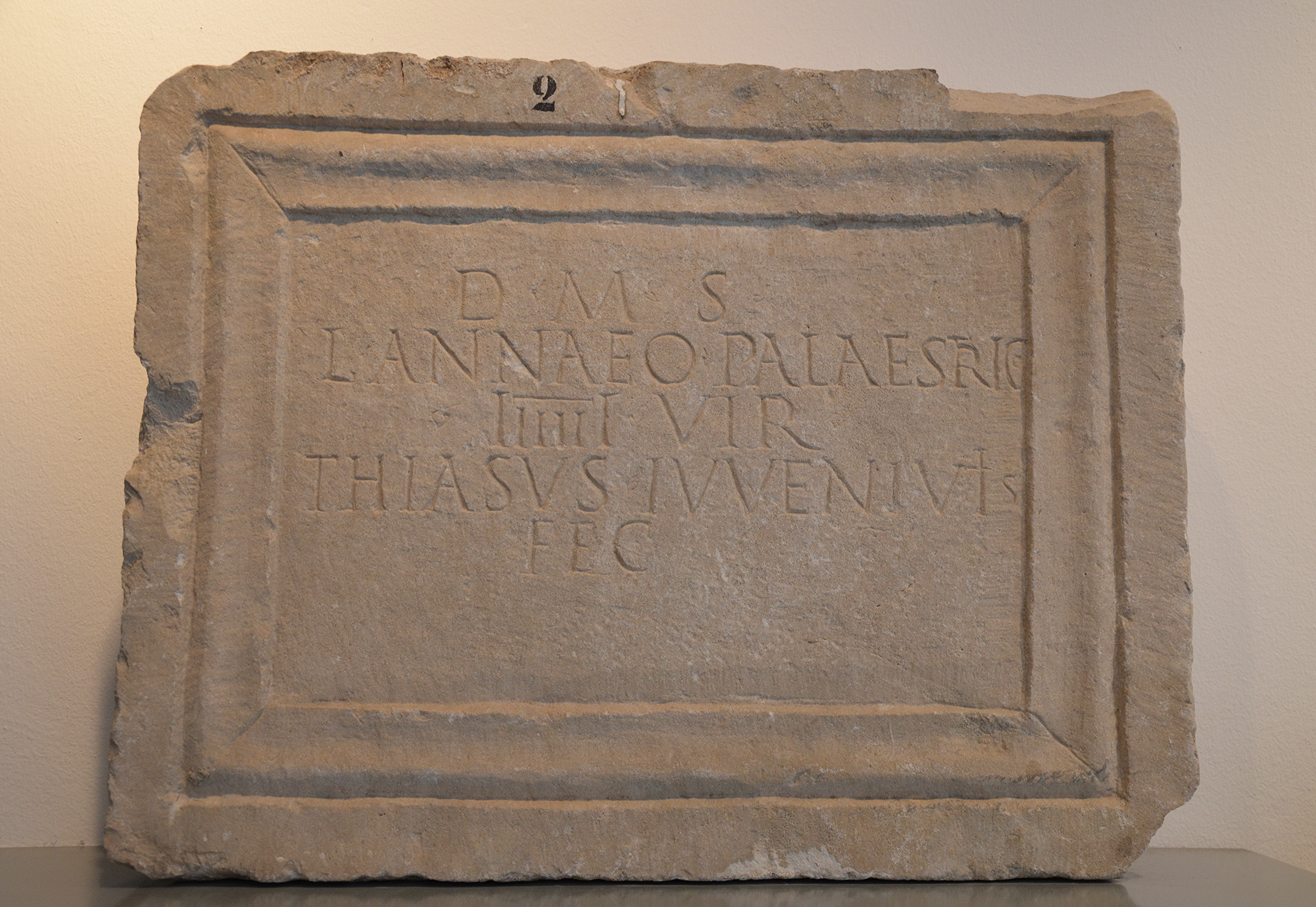
Inscripción fuenraria de Narona.